# 神野村 (石川県)
神野村（かんのむら）は、石川県鳳至郡に存在した村である。

## 地理

### 隣接していた市町村
- 町
  - 宇出津町・鵜川町
- 村
  - 柳田村・三波村

## 歴史

### 沿革
- 1889年（明治22年）4月1日 町村制の施行により、鳳至郡藤ノ瀬村、宇加塚村、曽又村、鶴町村、神和住村及び中斉村を廃し、その区域をもって鳳至郡神野村を設置する。
- 1955年（昭和30年）3月25日 鳳至郡宇出津町、三波村、神野村及び珠洲郡小木町を廃し、鳳至郡宇出津町、三波村、神野村字藤ノ瀬、字宇加塚、字曽又及び字鶴町及び珠洲郡小木町の区域をもって能都町を設置し、鳳至郡神野村字神和住及び字中斉の区域を鳳至郡柳田村に編入する。能都町が属すべき郡の区域は鳳至郡とする。神野村の4大字は能都町に継承。

## 行政

### 村長
| 代 | 人                        | 氏名         | 就任                       | 退任                       | 備考                 |
| -- | ------------------------- | ------------ | -------------------------- | -------------------------- | -------------------- |
| 1  | 1                         | 稲田次左衛門 | 1889年（明治22年）6月      | 1890年（明治23年）7月9日   |                      |
| 2  | 2                         | 東崎茂治     | 1890年（明治23年）12月12日 | 1894年（明治27年）12月11日 |                      |
| 3  | 2                         | 東崎茂治     | 1895年（明治28年）2月23日  | 1899年（明治32年）2月22日  |                      |
| 4  | 3                         | 土川小左衛門 | 1899年（明治32年）6月16日  | 1899年（明治32年）7月5日   |                      |
| 5  |                           | 東崎茂治     | 1899年（明治32年）7月27日  | 1903年（明治36年）7月12日  |                      |
| 6  | 1903年（明治36年）7月29日 | 東崎茂治     | 1907年（明治40年）7月28日  |                            |                      |
| 7  | 1907年（明治40年）8月17日 | 東崎茂治     | 1911年（明治44年）8月16日  |                            |                      |
| 8  | 4                         | 吉国文吉     | 1911年（明治40年）9月12日  | 1915年（大正4年）8月30日   |                      |
| 9  | 4                         | 吉国文吉     | 1915年（大正4年）9月20日   | 1919年（大正8年）8月22日   |                      |
| 10 | 5                         | 生垣耕作     | 1919年（大正8年）10月14日  | 1923年（大正12年）10月13日 |                      |
| 11 | 5                         | 生垣耕作     | 1923年（大正12年）11月2日  | 1927年（昭和2年）11月1日   |                      |
| 12 | 5                         | 生垣耕作     | 1927年（昭和2年）11月5日   | 1931年（昭和6年）11月4日   |                      |
| 13 | 5                         | 生垣耕作     | 1931年（昭和6年）11月5日   | 1935年（昭和10年）5月10日  |                      |
| 14 | 5                         | 生垣耕作     | 1935年（昭和10年）10月16日 | 1939年（昭和14年）10月15日 |                      |
| 15 |                           | 吉国文吉     | 1939年（昭和14年）11月1日  | 1942年（昭和17年）4月4日   |                      |
| 16 | 1942年（昭和17年）5月12日 | 吉国文吉     | 1943年（昭和18年）7月20日  |                            |                      |
| 17 | 6                         | 畑中力松     | 1943年（昭和18年）8月31日  | 1946年（昭和21年）11月11日 |                      |
| 18 | 7                         | 大町享       | 1946年（昭和21年）12月28日 | 1947年（昭和22年）4月7日   |                      |
| 19 | 7                         | 大町享       | 1947年（昭和22年）4月7日   | 1948年（昭和23年）2月21日  |                      |
| 20 | 8                         | 生垣良作     | 1948年（昭和23年）4月26日  | 1951年（昭和26年）3月31日  | 県議選出馬のため辞職 |
| 21 |                           | 大町享       | 1951年（昭和26年）5月20日  | 1955年（昭和30年）3月24日  |                      |